# پاریس لا دفانس آرنا
پاریس لا دفانس آرنا (به فرانسوی: Paris La Défense Arena) ورزشگاه سرپوشیده چندمنظوره در نانتر، حومه غربی پاریس است. این ورزشگاه در اکتبر ۲۰۱۷ گشوده شد، توسط باشگاه تیم راگبی ریسینگ ۹۲ توسعه یافت و جایگزین ورزشگاه المپیک ایو-دو-منوا به عنوان زمین اصلی آنها شد. این سالن، بزرگترین سالن سرپوشیده اروپا است. حقوق نامگذاری آن، متعلق به پاریس لا دفانس، شرکت مدیریت منطقه تجاری نزدیکش، لا دفانس است.
در این سالن، سه پیکربندی گوناگون ارائه می‌شود؛ در پیکربندی راگبی خود، گنجایش صندلی ۳۰٫۶۸۱ نفری را دارد. برای کنسرت‌ها، می تواند ۴۰٫۰۰۰ صندلی داشته‌باشد  و در آخر، امکان استفاده از آن برای انواع ورزش‌های داخل سالن، حتی در ظرفیت‌های زیر ۵٫۰۰۰ نفر هم با بهره‌گیری از یک سامانه متحرک وجود دارد. این مکان همچنین شامل ۳۳٫۰۰۰ متر مربع فضای اداری، ۳۰۰ اتاق دانشجویی، فروشگاه، یک آبجوسازی و یک رستوران فرانسوی است.
این سالن قرار است میزبان مسابقات شنا در بازی های المپیک تابستانی ۲۰۲۴ باشد. با توجه به مقررات کمیته بین‌المللی المپیک، محل برگزاری این مسابقات، آرنا ۹۲ نامیده می‌شود.